# Haplomaro
Haplomaro denisi es una especie de araña araneomorfa de la familia Linyphiidae. Es el único miembro del género monotípico Haplomaro.

## Distribución
Es un endemismo de Angola.